# 朱頤堄
滋陽長子朱頤堄（1532年—1555年8月17日），明朝魯藩滋陽長子，滋陽恭裕王朱觀煒的嫡長子。

## 生平
嘉靖二十三年（1544年），封滋陽長子。嘉靖三十四年八月初一日（1555年8月17日），朱頤堄去世，享年二十四歲。
嘉靖四十三年（1564年）閏二月，滋陽恭裕王朱觀煒去世。六年後，朱頤堄的庶長子朱壽鍑襲爵。

## 家庭

### 子
- 庶長子：滋陽昭順王朱壽鍑
- 第二子：輔國將軍朱壽鍺

### 女
- 鄴都郡君[2]